# Sergio Germán Romero
Sergio Germán Romero 22 de febrer de 1987 a Bernardo de Irigoyen, Província de Misiones) és un futbolista argentí que juga com a porter i actualment juga pel Boca Juniors. És internacional amb la selecció de l'Argentina.
El juny de 2014 fou un dels 23 seleccionats per Alejandro Sabella per a representar l'Argentina a la Copa del Món de Futbol de 2014 al Brasil.

## Palmarès
AZ Alkmaar
- 1 Eredivisie: 2008-09.
- 1 Supercopa neerlandesa: 2009.

Manchester United FC
- 1 Lliga Europa de la UEFA: 2016-17.
- 1 Copa anglesa: 2015-16.
- 1 Copa de la lliga anglesa: 2016-17.
- 1 Community Shield: 2016.

Selecció argentina
- 1 Medalla d'or als Jocs Olímpics d'Estiu: 2008.
- 1 Campionat del Món sub-20: 2007.